# Джура Якшич
Джу́ра Я́кшич (також Георгий «Джура» Якшич, серб. Георгије „Ђура“ Јакшић) — сербський поет, художник, письменник, драматург, патріот. Був одним з найвидатніших художників ХІХ століття та найяскравішим представником романтизму в сербському живописі.

## Біографія
Народився 1832 року в селі Сербська Церна в родині сільського священика. Після закінчення школи навчався живопису в Тімішоарі (тепер — Румунія), а потім — в Сегеді (тепер — Угорщина). Деякий час навчався в приватній художній школі Я. Марастоні в Будапешті. Перервав навчання у зв'язку з революцією 1848 р. і так його й не завершив. Брав активну участь в революції, навіть був поранений під Србобраном. Після революції повернувся до Сербії.
На початку 1850-х рр. деякий час жив у Великому Бечкерку (зараз — місто Зренянин). Тут він також навчався живопису у відомого сербського художника-портретиста Константина Даніла.
У 1851 р. виїхав до Відня. Тут продовжив навчання живопису й познайомився з поетом Бранко Радичивичем та перекладачем Джуро Данічічем.
У 1853 р. поїхав до Мюнхена, де також навчався в Академії мистецтв.
Навчався також в Академії мистецтв у Відні впродовж 1861–1862 років. Потім остаточно переселився до Сербії. З 1872 р. працював коректором Державної типографії в Берліні. 1878 р. взяв участь у повстанні проти османів у Боснії та Герцеговині. Був бідним, але вів богемний спосіб життя та зловживав алкоголем. Того ж року помер від туберкульозу.

### Живопис
1854 р. написав картину «Жертва Авраама». Також автор сюжетних композицій «Косово», «Чорногорське повстання» та «На сторожі» (інші назви — «Нічна варта», «Відпочинок після бою», «Варта»). У «Чорногорському повстанні» відображено один з найдраматичніших моментів. Невелика група повстанців, серед яких жінки, підлітки та старий, зібралися на шпилі гори, намагаючись відбити нападників.

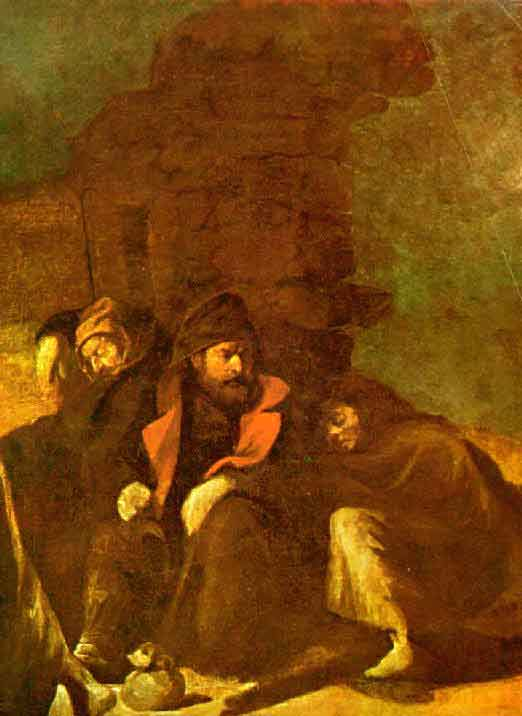
Nocna straza (Нічна сторожа)

Також серед його історичних полотен — «Вбивство Карагеоргія» та ряд картин на релігійну тематику.

Але найбільш цей художник відомий портретами відомих сербських історичних персонажів: царя Душана, принца Марко, князя Лазаря, князя Мілана Обреновича тощо.

Написав також талановиті жіночі портрети. На портреті «Дівчина в блакитному» зображена дочка трактирника з Кікінди Міла Попович, у яку художник був закоханий.

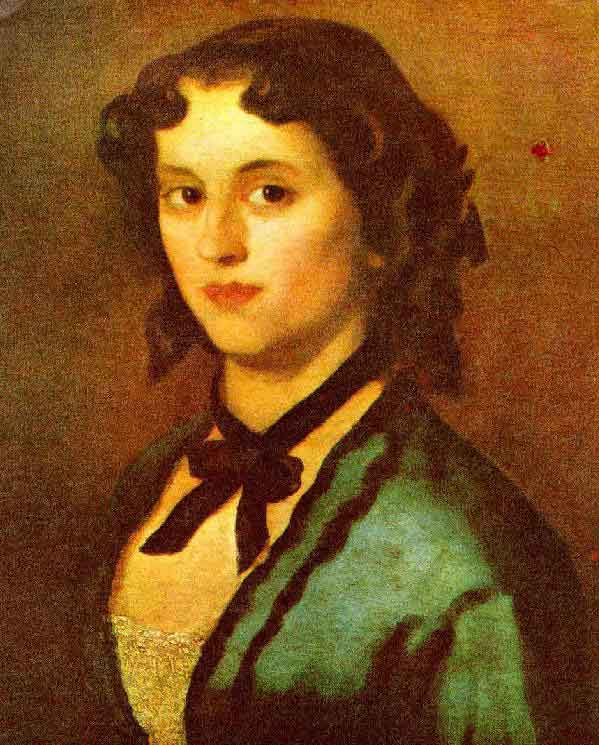
Devojka u plavom (Дівчина у блакитному)

Був ще й вчителем. Як писав сербський критик Йован Скерлич: «кожне із його занять було пов'язане з усіма іншими професіями, будь то лірика чи драматичні п*єси, ескізні малюнки чи живопис на полотні у вигляді чудових портретів. Це типово для нього … що окрім живопису й літератури він мав ще й складати музику до своїх віршів».